# Černíny
Černíny är en ort i Tjeckien.   Den ligger i regionen Mellersta Böhmen, i den centrala delen av landet, 60 km öster om huvudstaden Prag. Černíny ligger 450 meter över havet och antalet invånare är 389.
Terrängen runt Černíny är lite kuperad. Runt Černíny är det ganska tätbefolkat, med 179 invånare per kvadratkilometer. Närmaste större samhälle är Kutná Hora, 12,5 km norr om Černíny. I omgivningarna runt Černíny växer i huvudsak blandskog.